# Заїмка (Дуванський район)
Заї́мка (рос. Заимка, башк. Заимка) — село (у минулому селище) у складі Дуванського району Башкортостану, Росія. Адміністративний центр Заїмкинської сільської ради.
Населення — 220 осіб (2010; 290 у 2002).
Національний склад:
- башкири — 49 %
- росіяни — 45 %